# Jamomet család
A Jamomet (vagy Jamometić, Jamometović) család egyike volt a Horvát Királyság azon tizenkét törzsi nemzetségének, amelyet a Pacta conventa is említ. Az eredetileg Dalmáciából származó vezetéknév a 14. században Zahumljében is felbukkan, valószínűleg a horvát törzs egyik ágaként, de a kapcsolat továbbra is bizonytalan.

## Története
A család ősi birtokai valószínűleg Luka zsupánia északnyugati és középső részén, ezen belül Krbavac lugban, Krnezában, Maglineban, Podlužjében, Rosuljében, Menišićben, és Ostrovica közelében helyezkedtek el.  A nemzetség legkorábbi ismert tagja Ivan Jamomet („Ioannem de genere Jamomet(ith)orum”) zsupán, egyike a Pacta conventában említett tizenkét nemesnek, aki Kálmán királlyal tárgyalt, de ezt az iratot sokan a 14. század közepén készített hamisítványnak tekintik. Ennek ellenére úgy vélik, hogy a család valószínűleg már a 12. században létezett. Az első biztosan ismert tagjai „Pripico et Dobrano Jamometi” 1240-ben tanúk voltak egy Biograd melletti birtokperben. 1270-ig Mistihna Jamomet Selciben szerzett néhány birtokot, ahol jobbágyai voltak, ő maga pedig valószínűleg Zárában élt polgárként ugyanúgy, mint az 1303-ban említett Borislav Jamomet.
A 13. század végétől a nemzetség néhány tagja nemesi polgárként Nin városában élt. 1284-ben Hranko fia Mojša tűnik fel egy oklevélben, aki valószínűleg ugyanaz a hasonló nevű polgár volt, akit 1292-ben Pagban sóművesként említenek. A család korabeli kiemelkedő tagja volt Vučeta, aki 1284 és 1302 között Nin, 1304 és 1307 között pedig Spalato városának elöljárója volt. Felesége Jelena, Šubić I. Pál bribiri gróf nővére volt. Vučeta 1293-tól a horvát bán küldötte volt a nápolyi udvarban. Fia, Mihovil lovagi címet viselt és a Šubić család szolgálatában állt, majd apját követte a nini elöljárói poszton (1306-1307-ben említik), később valószínűleg Šubić II. Mladen bribiri gróf háborúiban halt meg. Fia, Iván szintén lovagi címet viselt, Ninben élt, ahol nemesi polgári státuszt kapott, és megalapította a Mihaljević családot.
II. Mladen bukása után a család elveszítette jelentőségét. 1322-ben emlegetnek egy bizonyos Harbonját vagy Herbonja Budčićot, aki örököseinek egy Krnica nevű, tíz évvel korábban pedig egy Jarane nevű földje volt Krbavac Lug közelében (ma Radovin része). 1351-ben Zarnuk fia Radoslav birtokot szerzett Poričaniban. 1366-ban a nini Nikola Cherbouig vásárolt egy kis földet Prahuljében, 1373-ban pedig Hlapac és Radoslav Pribišević neveit jegyezték fel. 1383-ban Nelipac Jamomet nemes birtokai Krbavac Luggal és Snojacival voltak határosak. 1389-ben egy Grgur Kličković „de genere Iamomet” nevű nemes élt Podlužjében, és eladta az ottani földjeinek egy részét.   Egy évvel később Gostiša Križanić „de genere Jamomet” adta el Rosulje falu egy részét. 1391-ben Juraj, Pavle Jamomet fia Menišće faluból adott el néhány földet Podlužjében. Ugyanebben az évben a korábban említett Gostiša is eladott néhány földet Rosuljében, amelyben Juraj tanúként szerepelt.
1412-ben a Jamomet nembeli Ostoja Novaković nini polgár volt. Néhány családtag, mint például Dražmil fia Lovro, megszerezte Zára polgárságát is. Birtokai voltak Biljane-ban, amelyek 1425-ben eladott Vlach Milovacije Bilojevićnek. 1436-ban Kamenjaneban, 1441-ben Turanjban 1600 dukátért adott el birtokot, valamint szövetekkel kereskedett, és 1500 dukátot fektetett egy kereskedelmi társulásba. 1433-ban és 1440-ben Vukašin Ančić „de genere Jamomet” szerepel okiratokban, aki akkoriban Luka zsupánia nemesi bírói funkcióját töltötte be. 1481-ben említik utoljára Zára környékén.  A 15. század második felében, 1483-ban az Ostrožac kastély közelében, Pounje környékén néhány családi birtok a Jamomet nembeli Burić és Juraj Mitković kezében volt. „Yamowech” falut, amelyet később Jamometnek hívtak 1330-ban I. Károly magyar király ajándékozta a Babonić családnak.

## A hercegovinai ág
A 14. században az egyik ágat, valószínűleg a már fent említett Vučeta unokatestvéreit, néhány zahumljei birtokkal ajándékoztak meg, ahol 1333-tól 1466-ig említik őket. A dalmáciai és pounjei Jamometićekkel való kapcsolatuk azonban nem tisztázott. Valószínűleg hozzájuk fűződnek a Mometa és annak neretvai ága, az Obradović vezetéknevek is, amelyek kapcsolata a horvát Jamomet nemzetséggel szintén bizonytalan.
Elsősorban a Raguzai Köztársaság irataiban említik őket, melynek a környéken voltak birtokai. Az ág legkorábbi tagja Vukoslav (1333), aki valamilyen módon kapcsolódik Milten Draživojevićhez, a Sanković nemesi család őséhez.  1367-ben említik Radoslavot. Fia Raško (1389) a Pavlović nemesi család szolgálatában állt 1419-ben, unokája Dragiša (1419, 1423, 1426) pedig jó kapcsolatokat ápolt Dubrovnikkal, és volt néhány birtoka Konavlében. Amikor azonban Radoslav Pavlović 1426-ban eladta Konavlét, Raško és Dragiša elhagyta birtokait, és utódainak sorsa ezután ismeretlen.
Egy másik Vukoslav (1417), valószínűleg az 1333-ban említettnek dédunokája, a popovói plébánia területéről származott. 1436-ban lett vajda, amikor úgy tűnik Grgur Nikolić hercegnél szolgált, de később valószínűleg a Kosača hercegi családhoz tartozott. Testvére valószínűleg Klapac volt (1417), aki testvéreivel együtt áttelepíthette családjait és javait Stonba. Ebbe a popovói vonalba tartozik valószínűleg Radonja (1453), Petar (1464), valamint Dragić és Tvrtko (1465–1466), akiket közülük utoljára említettek. 

## A boszniai ág
1423-ban tűnik fel Petar Jamomet, akinek kapcsolata zahumljei Jamomettel ismeretlen, és aki a Boszniai Királyságban, Podvisokoban élt, és II. Tvrtko bosnyák király szolgálatában állt. Feleségül vette Jonkát, és az ő fia volt Benko Petrović Jamometić (1448). Lányát, Stanušát (1448) a stoni Stjepko Pribisalić Murvić vette feleségül. Bizonyos Velimir Jamometović (1446) ide tartozása, aki állítólag István Tamás bosnyák király képviselőjeként kezelt szerb területeket, legalábbis kétséges.

## Híres emberek
A nemzetség kiemelkedő tagja volt a család nini ágából származó Andrija Jamometić (1420-1484) domonkos pap, diplomata és humanista. 1475-től a görög domonkos rendtartomány provinciálisa, 1476-tól az albániai Krujë érseke, 1478-tól pedig III. Frigyes német-római császár diplomatája volt. 1481-es nürnbergi országgyűlésen egységes európai erőfeszítésre szólított fel az Oszmán Birodalom hódítása ellen. IV. Sixtus pápa a nepotizmus és a kicsapongás bírálata miatt rövid időre bebörtönözte. 1482-ben megpróbálta megszervezni a bázeli-ferrarai-firenzei zsinat folytatását, amellyel az egyház megújítását és az oszmánok elleni harcot vitatták volna meg, de a pápa és a császár megbízásából Bázelban börtönbe zárták, ahol gyanús körülmények között meghalt. Kiközösítették, és földi maradványait a Rajna folyóba dobták. Fő műve a „Proclamatio concilii Basiliensis” 1482-ben jelent meg.